# 괴산군의 향토문화유산
괴산군의 향토문화유산은 「문화재보호법」 또는 「충청북도 문화재 보호 조례」에 따라 국가 또는 도 지정문화재로 지정되지 않은 것 중 인위적·자연적으로 형성된 향토적인 문화유산으로서 역사적·예술적·학술적·경관적 가치가 큰 유형·무형기념물, 민속자료 등을 말한다.

## 참고 문헌
- 괴산군 홈페이지 - 고시/공고